# Lactato de potasio
El lactato de potasio es una sal potásica del ácido láctico de fórmula H3C-CHOH-COOK. En la industria alimentaria de alimentos procesados es empleado como antioxidante/Regulador de la acidez y suele aparecer código: E 326. Se encuentra frecuentemente en productos de repostería, en la industria cárnica en la elaboración de productos cárnicos procesados, y sobre todo en aquellos crudos que pasan largos periodos de tiempo expuestos en los anaqueles de supermercado.

## Propiedades
El lactato de potasio suele presentarse como un líquido de textura ligeramente viscosa. Suele ser inodoro y posee un ligero sabor salino. Suele sintetizarse de forma natural como producto de la fermentación de azúcares de ciertas frutas, su producción sintética se produce mediante la fermentación láctica de algunas melazas. El lactato de potasio posee estereoisomería, siendo el L-lactato de potasio el enantiómero más habitual. Aporta iones potasio K+ que es considerado un agente secuestrante de iones metálicos divalentes y trivalentes presentes en las carnes, como es el caso del hierro (Fe++ y Fe+++) que se encargan de acelerar los procesos oxidativos y empardecer la carne. Su pH en disolución acuosa es alcalino, estando entre los rangos de 10 a 11.5. 

## Usos
En la industria alimentaria se emplea el lactato de potasio como un antioxidante/conservante de productos cárnicos capaz de extender la vida útil de algunos de ellos. Su empleo se justifica por poseer propiedades antimicrobianas, generalmente contra levaduras y hongos. Posee propiedades relajantes de las fibras musculares y es por esta razón por la que se suele incluir en los productos cárnicos marinados, en las pechugas de pollo, en la costillas adobadas, etc. No suele emplearse en grandes cantidades debido a que puede afectar al sabor de ciertos alimentos cárnicos. Por regla general en los productos cárnicos empacados y expuestos en anaquel dentro de los supermercados suelen poseer lactatos de potasio. En algunas ocasiones se encuentra como ingrediente de bebidas isotónicas para deportistas.
En las técnicas de encuadernación suele emplearse el lactato potásico para el tratamiento del cuero. Evitando de esta forma la aparición de colores oscuros en algunas encuadernaciones teñidas. De la misma forma se emplea como fungicida y elemento conservante de los libros encuadernados.  Si se emplea en farmacología suele aplicarse por vía intravenosa con el objeto de aumentar la alcalinidad de la sangre o de la orina. Se emplea en la industria como ingrediente dentro de los extintores de fuego.